# 北広島輪厚工業団地
北広島輪厚工業団地（きたひろしまわっつこうぎょうだんち）は、北海道北広島市にある工業団地。地名は輪厚工業団地。北広島市土地開発公社が事業主・売主となり、清水建設北海道支店が設計・造成工事・販売提携（代理）を担っている。

## 概要
国道36号や羊ケ丘通（北海道道790号仁別大曲線）に接しており、道央自動車道にも近接しているなど優れたアクセス環境がある立地条件になっている。北側には大曲工業団地、南側には札幌ゴルフ倶楽部輪厚コースがある。
企業進出に対して北広島市・北海道・札幌市による優遇措置を設けている。
|          | 北広島輪厚工業団地             |
| -------- | ------------------------------ |
| 所在地   | 輪厚工業団地1〜2丁目           |
| 開発面積 | 60.9 ha（うち分譲面積38.8 ha） |
| 用途地域 | 工業地域（第2種特別工業地区）  |
| 用水     | 上水道（地下水も利用可）       |
| 下水道   | 公共下水道（汚水菅・雨水管）   |
| 電力     | 北海道電力                     |
| 通信     | 光通信                         |

## 沿革
- 2010年（平成22年）：市街化区域編入。
- 2013年（平成25年）：「輪厚」の一部の住居表示を「輪厚工業団地」に変更[7]。
- 2014年（平成26年）：造成工事完了。

## 立地企業
- マツオ
- 日本梱包運輸倉庫
- ホンダ部品販売
- 大和ハウス工業
- 加藤産業
- ユニシス
- ホクリヨウ
- 日北自動車工業
- 中北薬品

## 交通アクセス
空港
- 新千歳空港（24時間運用[8]）

高速道路
- 道央自動車道（北海道縦貫自動車道）：北広島IC - 輪厚SIC（24時間運用[9]）

一般国道
- 国道36号

一般道道
- 北海道道790号仁別大曲線

港湾
- 苫小牧港（中核国際港湾・国際拠点港湾）
- 石狩湾新港（重点港湾）
- 小樽港（重要港湾）